# Jacques Pirlot (atleet)
Jacques Pirlot (22 september 1925), is een voormalige Belgische atleet, die gespecialiseerd was in het polsstokhoogspringen. Hij nam eenmaal deel aan de Europese kampioenschappen en veroverde vier Belgische titels.

## Biografie
Pirlot behaalde tussen 1952 en 1957 vier Belgische titels in het polsstokhoogspringen. Hij nam in deze atletiekdiscipline ook deel aan de Europese kampioenschappen van 1954 in Bern, waar hij uitgeschakeld werd in de kwalificaties.
Pirlot verbeterde in 1953 het Belgisch record van Walter Prinsen tot 3,94 m en bracht het in verschillende etappes in 1956 naar 4,05. Dat jaar heroverde hij het record op Walter Prinsen en bracht het naar 4,18. In 1957 bracht hij het naar 4,21.

### Clubs
Pirlot was aangesloten bij FC Luik.

## Belgische kampioenschappen
| Onderdeel            | Jaar                   |
| -------------------- | ---------------------- |
| polsstokhoogspringen | 1952, 1953, 1956, 1957 |

## Persoonlijk record
| Onderdeel            | Prestatie | Datum        | Plaats  |
| -------------------- | --------- | ------------ | ------- |
| polsstokhoogspringen | 4,21 m    | 27 juli 1957 | Brussel |

## Palmares

### polsstokhoogspringen
- 1952:  BK AC – 3,70 m
- 1953:  BK AC – 3,80 m
- 1954: kwalificaties EK in Bern – 3,80 m
- 1955:  Interl. Ned.-België te Den Haag - 4,00 m
- 1956:  BK AC – 4,10 m
- 1957:  Interl. België-Ned. te Antwerpen - 3,80 m
- 1957:  BK AC – 4,10 m